# Walter Ophey
Walter Hugo Ophey (né le 25 mars 1882 à Eupen et mort le 11 janvier 1930 à Düsseldorf) est un peintre et graphiste allemand. Avec August Macke, Heinrich Nauen et d'autres, il est l'un des représentants les plus importants de l'expressionnisme rhénan.

## Biographie

### Enfance et adolescence
Walter Ophey est le fils du comptable Emil Ophey (né en 1842 à Eupen  et mort en 1888 dans la même ville), qui est issu d'une famille de fonctionnaires prussiens de la Basse-Rhénanie autour de Kevelaer, et son épouse Louise Ophey (née Haeber, née en 1853 à Sarrelouis et morte en 1916 à Eupen), fille du percepteur des douanes et des impôts Friedrich Haeber, né à Eupen. La mère est issue d'une famille noble française du côté maternel. Ophey passe son enfance avec ses deux frères et sœurs, Anna Elisabeth (1880-1911), de deux ans son aînée, et Friedrich Otto (1883-1964), de trois ans son cadet, avec qui il a une ressemblance physique frappante. Après la mort du père le 23 décembre 1888, le lien de l'enfant de six ans avec sa mère, qui reprend son métier d'institutrice, se renforce. En raison de ses mauvais résultats scolaires, sa mère l'envoie à l'Institut suisse, une école privée à Detmold, au printemps 1898. En 1899, Ophey réussit l'examen d'un an (de) et décide de devenir artiste. Au semestre d'hiver 1899, il s'inscrit comme étudiant invité à l'École polytechnique royale de Rhénanie-Westphalie à Aix-la-Chapelle et suit les cours de dessin de figures et de paysages ainsi que d'aquarelle avec Franz Reiff (de). Il suit également des cours du soir à l'École des arts appliqués d'Aix-la-Chapelle (de). En 1900, il travaille dans l'atelier du sculpteur Karl Krauß (de), qui est professeur de modelage à Aix-la-Chapelle.

### Académie des beaux-arts de Düsseldorf

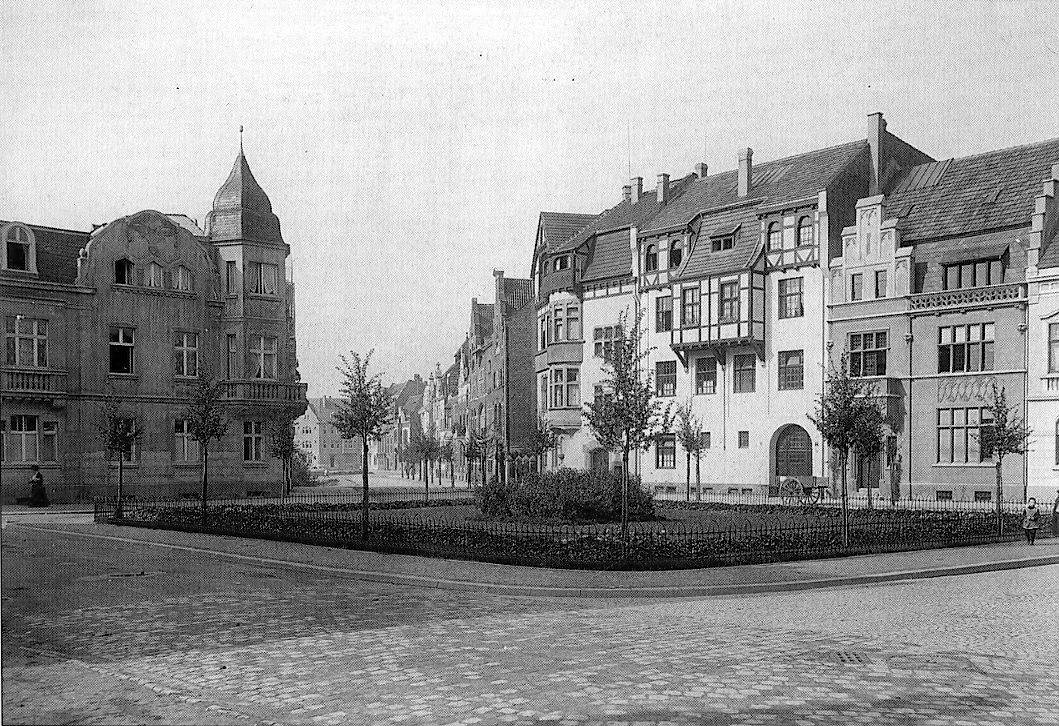
Vue de l'atelier Pehle sur la Drakeplatz à Oberkassel en 1905

En octobre 1900, Walter Ophey commence ses études à l'Académie des Beaux-Arts de Düsseldorf et débute en classe élémentaire sous la direction d'Ernst Roeber et Willy Spatz, en adéquation avec le parcours de formation de l'académie. Dans les premières années de son séjour à l'académie, Ophey développe des relations amicales avec Albert Pehle (de), un "sculpteur et décorateur d'intérieur de Lippstadt qui a créé de nombreux ensembles d'autels et figures individuelles pour les églises rhénanes et westphaliennes". Avec Heinz May (1878-1954), qui a étudié à l'Académie de Düsseldorf de 1901 à 1908, Ophey partage un studio dans la maison d'Albert Pehle sur Drakeplatz à Düsseldorf-Oberkassel. Il y a un lien artistique étroit avec Josef Kohlschein (de) jusqu'en 1915, mais cela a diminué à mesure qu'Ophey devient un protagoniste du modernisme rhénan.
À partir de novembre 1904, il suit le cours de paysage d'Eugen Dücker et devient son élève à la maîtrise vers 1905. Cette année, la percée artistique commence pour Ophey avec la première participation à l' exposition commerciale de l'association d'art pour la Rhénanie et la Westphalie. De plus, Alfred Flechtheim aurait acheté le premier tableau d'Ophey cette année. Walter Ophey obtient son premier grand succès en 1906 lors de l'exposition d'art allemand reconnue à l'échelle nationale dans la flore de Cologne, qui dure de mai à novembre. Parmi les autres œuvres d'Ophey figure le motif de carte postale Aus der Flora, 1906 - l'un des dix motifs au total - qui montre une vue de la flore.

### Sonderbund
En 1909, Ophey et les peintres de Düsseldorf Julius Bretz, Max Clarenbach, August Deusser, Wilhelm Schmurr et d'autres unissent leurs forces et fondent le groupe Sonderbund, dont le nom fait référence à l'exposition spéciale organisée en mai 1908 à la Galerie d'art de Düsseldorf (de). Le groupe, qui comprend jusqu'à présent sept artistes, est élargi pour inclure les artistes Otto von Wätjen, Ernst te Peerdt, Rudolf Bosselt (1871-1938) et le typographe Fritz Helmuth Ehmcke (1878-1965). Christian Rohlfs, qui vient de Hagen, est ajouté plus tard et est donné un modèle artistique par les plus jeunes membres. Au cours des années suivantes, il devient l'un des mouvements d'exposition modernes les plus importants de l'Empire allemand. Son premier président est Karl Ernst Osthaus, son adjoint le fabricant de cigarettes de Cologne Josef Feinhals.
Plusieurs expositions communes ont lieu sous le groupe Sonderbund. Le 24 mai 1912 s'ouvre l'exposition internationale d'art du Sonderbund Westdeutscher Kunstfreunde und Künstler zu Cöln 1912, la quatrième et la plus importante exposition du Sonderbund, qui est considérée comme la présentation la plus importante du modernisme européen avant la Première Guerre mondiale et "dans sa structure un modèle direct du [...] ' Armory Show ', qui a lieu un an plus tard à New York. " L'exposition comprend 577 peintures et dessins ainsi que 56 sculptures de sept pays. Vincent van Gogh est à lui seul représenté avec plus de 110 œuvres. Les autres artistes participants comprennent Paul Cézanne, Paul Gauguin, Pablo Picasso, Pierre Bonnard, Paul Signac et Henri-Edmond Cross. Walter Ophey est représenté avec trois peintures de 1912, Tulpentopf, Hyazinthen et Tulpen und Hyazinthen - les trois œuvres ensemble sont récompensées par le prix Orangetulpen dans le catalogue de l'exposition de l'époque - et Villa in Eitdorf, créée vers 1911. Le groupe est officiellement dissous en 1915.

### Premier voyage en Italie et séjour à Paris
En 1910, Walter Ophey voyage avec les peintres Carl Schmitz-Pleis (de) (1877-1943) et Carl Plückebaum (de) (1880-1952) en Italie pendant trois mois. Ils sont venus en train via Bâle le 23 février à Rome. À Sorrente, sur le golfe de Naples, Ophey réalise un certain nombre d'œuvres. Début avril, Ophey écrit de Positano, sur la côte amalfitaine, où est effectué le plus gros paquet de ce voyage et qui est considéré comme un secret par les artistes allemands : « C'est le nid le plus merveilleux du monde [...], très calme, pittoresque et vraiment beau. Je devrais en fait rester ici pendant une année entière pour vraiment en profiter artistiquement. » Après quelques jours à Rome, il se rend seul à Florence, où il séjourne quinze jours. Sous l'impression des trésors artistiques de cette ville, son propre travail artistique le déprime. Fin mai, il est à Venise et assiste à la Biennale dont la contribution allemande est organisée par la Sécession de Munich.
D'octobre à début novembre 1911, Ophey séjourne à Paris pendant quatre semaines. Il y visite d'abord le salon d'automne avant de visiter le Louvre , où il rencontre Heinrich Nauen, représenté dans l'exposition, et August von der Heydt, qui lui donne l'occasion de visiter les plus grands galeristes. Le marchand d'art Sagot, qu'il visite à plusieurs reprises, lui fait découvrir les œuvres cubistes de Pablo Picasso. Dans la maison d'Ambroise Vollard, il fait la connaissance de sa vaste collection d'œuvres de Paul Cézanne et Paul Gauguin. Après la visite du galeriste Paul Durand-Ruel dans son appartement privé, où Ophey fait la connaissance d'une des plus remarquables collections de l'impressionnisme français, il écrit à la maison bouleversée : « Les fabuleux pastels de Degas [...]. Puis les plus beaux Monet, aux couleurs très fortes mais aériennes. La nature morte de Cézanne, un nombre immense de Renoir. Certains pendent au-dessus de la vanité de la chambre. Une nature morte de Manet sur la porte. Plus précieux que toute la galerie d'art de Düsseldorf. » Et dans la même lettre, il est dit : « À quel point Düsseldorf est pauvre et mort devient de plus en plus clair pour moi. La suggestion artistique est nulle. Ici, vous en avez plus en quelques jours qu'à Düsseldorf en dix longues années. Vous êtes encore relativement jeune et vous avez la forme de peinture qu'avaient les Français il y a quarante ans. Toutes mes compétences semblent ridicules ici. »

### Années de guerre
Pendant la Première Guerre mondiale, Ophey est transféré avec sa garnison à Culm en tant que Landsturmmann au début de janvier 1915. En janvier 1915, il tombe malade d'une grave pneumonie et est transféré dans un hôpital au milieu du même mois. Démobilisé du service militaire actif, il retourne à Düsseldorf début juin 1915. Entre novembre 1916 et novembre 1918, il est affecté au bureau militaire de Düsseldorf. Grâce au travail régulier et aux revenus des salaires, Ophey peut à nouveau exposer ses œuvres. En janvier 1917, il peut montrer une série de peintures à la Société de littérature et d'art de Bonn ainsi que dans l'exposition Die Kunst im Krieg dans le grand magasin Tietz, Düsseldorf, une série de dessins à la craie qui sont réalisés pendant son séjour à l'hôpital.
Le 12 février 1917, Walter Ophey épouse Bernhardine Bornemann (1879-1968), qu'il a rencontrée par l'intermédiaire d'Albert Pehle - qui est marié à sa sœur et professeur de piano Aenne Bornemann depuis 1903 - et Josef Kohlschein (de) vers 1904 à Düsseldorf. Le mariage religieux a lieu le 20 février à l'église paroissiale catholique de Bigge.

### La Jeune Rhénanie et la Sécession rhénane
L'exposition La Jeune Rhénanie a lieu au Kölnischer Kunstverein en janvier 1918. Il est organisé par Walter Cohen. En novembre de la même année, un appel écrit par Adolf Uzarski, Herbert Eulenberg et Arthur Kaufmann est adressé à Walter Ophey et 45 autres artistes. L'objectif de l'appel est de « regrouper les activités culturelles en Rhénanie [...] qui ont été dispersées par la guerre afin de souligner plus fortement l'importance artistique de la région. » Ophey devient membre de l'association d'artistes La Jeune Rhénanie en 1919 - le nom est tiré de l'exposition qui a eu lieu en janvier - qu'il co-fonde à Düsseldorf la même année.
Immédiatement après l'exposition Deutsche Kunst Düsseldorf 1928, qui est inaugurée le 2 mai 1928, La Jeune Rhénanie, le Groupe rhénan et un certain nombre d'artistes de Düsseldorf se sont réunis pour former un groupe d'intérêt sous le nom de « Sécession rhénane ». Hermann Hundt (de), Arthur Kaufmann, Walter Ophey, Otto Pankok (de), Bernhard Sopher (de) et Heinz Tappeser forment le conseil d'administration. Ophey, qui, à l'approche de l'exposition de juillet 1927, se rend à Wurtzbourg et à Nuremberg pour sélectionner les œuvres et en août à Hambourg pour visiter l'exposition d'art contemporain européen à l'Association d'arts de Hambourg, est membre de ce groupe et au en même temps membre du jury « soit cela, avec 800 œuvres et près de 400 artistes, la représentation la plus complète du modernisme allemand avant l'iconoclasme des nationaux-socialistes. » Walter Ophey expose quatre peintures à l'huile, dont l'une, Kirmesbuden  de 1926, figure dans le catalogue. La peinture à l'huile Heller Tag, 1927-1928, est achetée par Karl Koetschau pour le musée d'art de Düsseldorf.

### Deuxième voyage en Italie
En avril 1924, Ophey part pour un voyage en train vers la Toscane. Arrivé à San Gimignano, il reçoit un télégramme urgent de sa femme l'informant de la maladie de son fils Ulrich Nikolaus, né le 18 octobre 1920, ce qui l'oblige à retourner immédiatement à Düsseldorf. La mort de son fils le 14 avril, qui avait succombé à une méningite, « a plongé Ophey dans une profonde dépression, qui va dominer sa vie par phases dans les années à venir et affecter de plus en plus sa condition physique. » Fin septembre, lui et sa femme partent pour l'Italie, où ils visitent les villes de Florence, San Gimignano, Sienne et Rome.

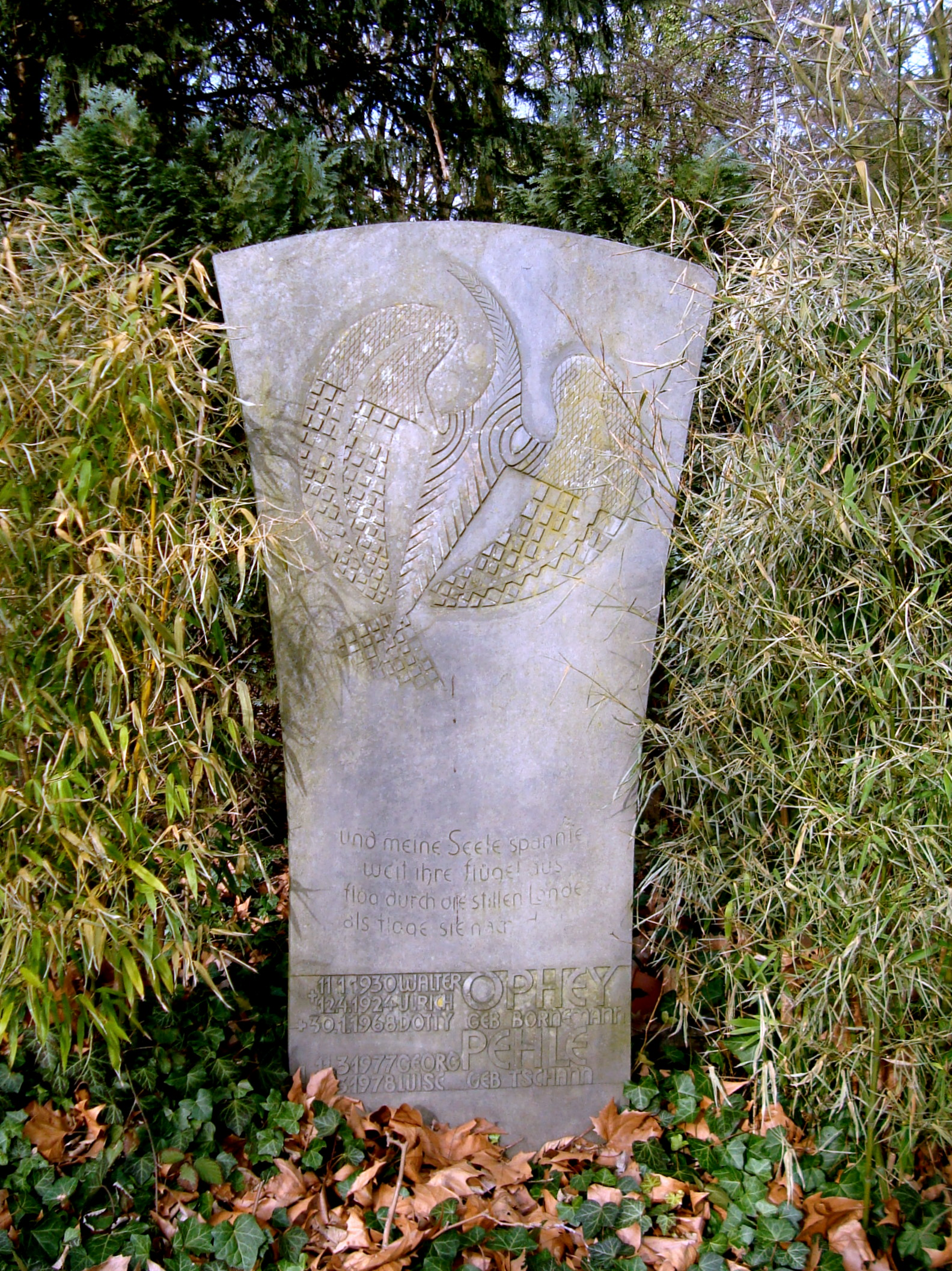
Dalle funéraire de Walter Ophey, 1950,, conception : Ewald Mataré, exécution : Joseph Beuys

Début mai 1925, Ophey et Konrad Niermann entreprend un autre voyage d'études en Sicile. Il les conduit via Gênes à Naples, où ils visitent Pompéi et Paestum. À la mi-mai, ils sont venus - via Trapani et Marsala - à Sciacca et Agrigente, afin de se rendre à l'intérieur des terres. Via Caltanissetta, ils continuent leur périple jusqu'à Syracuse et passent quelques jours à Taormine. Fin mai, ils commencent leur voyage de retour par un séjour à Messine. Ophey expose les œuvres créées lors du voyage «en août et septembre 1925 lors d'une exposition conjointe avec Marianne von Werefkin et lors d'une exposition au musée d'art d'Essen. "

### Dernières années
À partir de 1927, la santé d'Ophey se détériore en raison de l'augmentation des crises d'asthme et des problèmes cardiaques. Les stations thermales de la mer Baltique, dans les montagnes du Harz et, plus récemment, à Garmisch-Partenkirchen n'améliorent pas sa santé. Le 11 janvier 1930, Walter Ophey décède à Düsseldorf à l'âge de 47 ans. En 1950, Joseph Beuys réalise la dalle funéraire (conçue par Ewald Mataré) pour Walter Ophey et son fils Ulrich Nikolaus, décédé prématurément.
Walter Ophey est membre de l'Association allemande des artistes.

## Travaux

### Premiers travaux

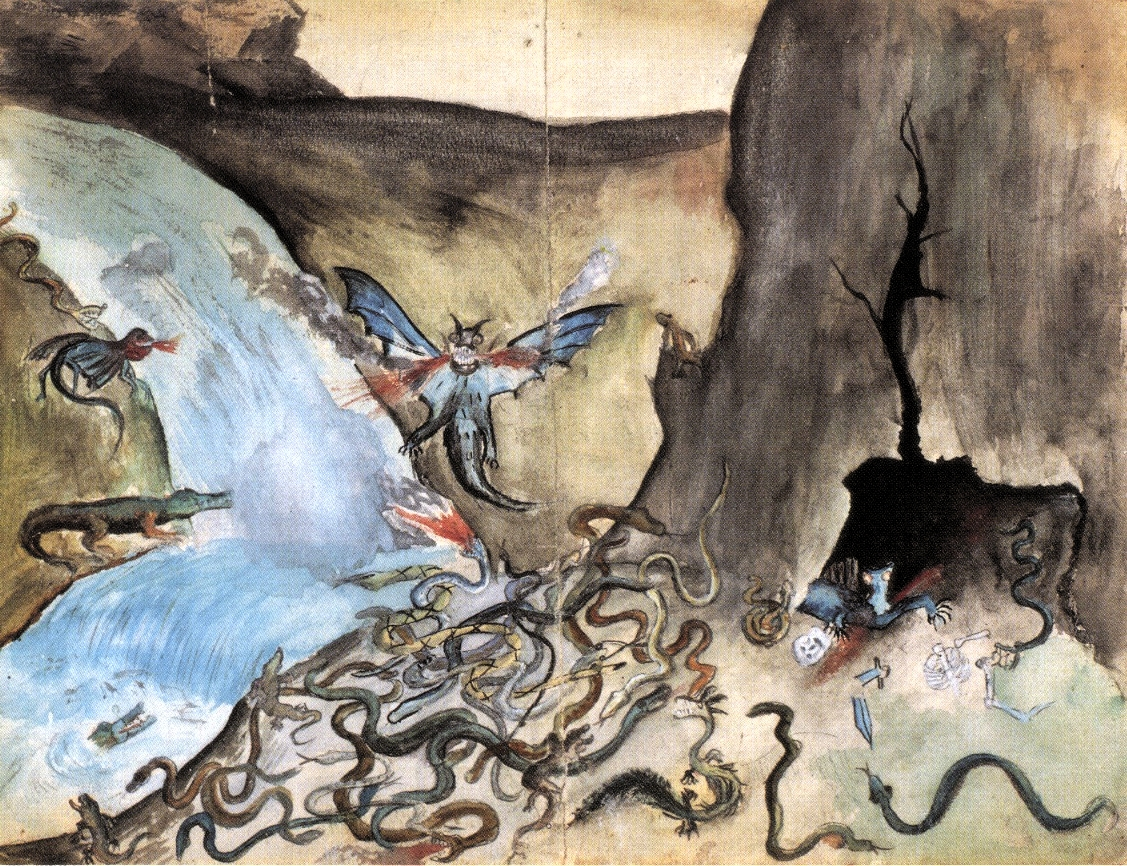
Walter Ophey : Histoire fantastique, 1894

Le travail artistique d'Ophey commence avec l'aquarelle Histoire fantastique, la plus ancienne œuvre connue et conservée, de 1894. Les premiers croquis de la région d'Eupen datent du milieu des années 1890. En particulier dans la vallée de la Vesdre et dans les communes de Kettenis, Nispert et Buschberg entre Aix-la-Chapelle et Eupen, il trouve des motifs pour ses tableaux, qu'il utilise jusque vers 1906. En 1904, il réalise des dessins au fusain et au crayon d'après des bustes en plâtre, des études anatomiques détaillées d'après des modèles vivants et quelques portraits. Durant les premières années d'études à l'académie des beaux-arts avec Eugen Dücker, qui débutent en 1904, Ophey consolide sa technique dans la peinture en plein air, basée sur le motif du saule, sur laquelle il travaille depuis 1900.

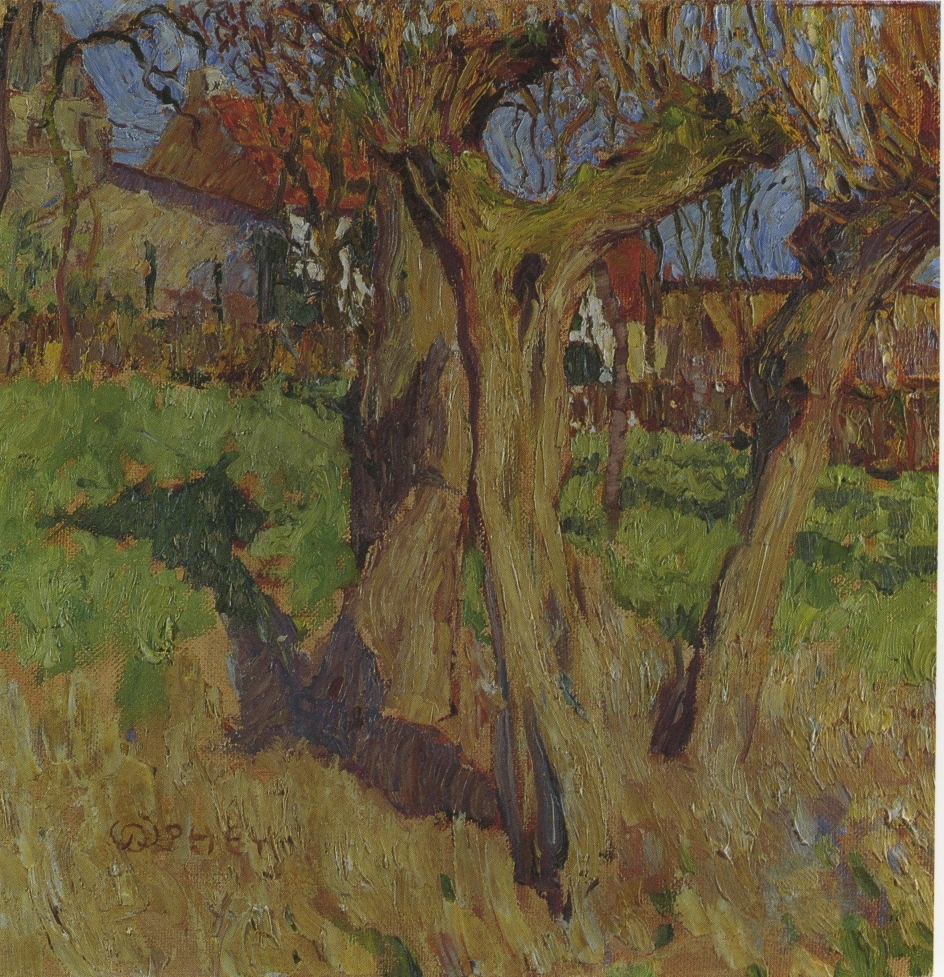
Walter Ophey : Chez Brandts Jupp, 1905

Avec le tableau Chez Brandts Jupp, un motif de saule, Ophey, selon ses propres déclarations, a réalisé sa percée artistique au printemps 1905. L'image carrée montre deux troncs de saule ainsi qu'un troisième saule, qui se trouve à sa droite et dont le tronc penche vers le bord supérieur droit de l'image, dans la partie avant du centre de l'image. Pour la première fois, Ophey représente son motif en plein soleil et l'application d'empâtements de peinture rend la peinture plus libre et intense que dans les œuvres précédentes. Ophey nomme le tableau d'après le restaurant d'excursion de Wittlaer du même nom montré à l'arrière-plan.
Jusqu'en 1907, Ophey se développe, largement épargné par les développements artistiques en dehors de Düsseldorf, avec des œuvres à Niederkassel (de) et Wittlaer, lors de séjours de peinture à Drevenack sur la Lippe, sur le Bas-Rhin et sur l'Erft, qui se caractérisent par leurs expériences de peinture insouciantes avec couleurs, une technique de peinture « qui a été appelée naturalisme expressif. » « En termes de motif, de technologie et de couleur dans ses œuvres, Ophey a été le premier peintre de Düsseldorf à s'affranchir du modèle historique de la peinture de paysage hollandaise. »

### Peinture claire
Une phase de peinture en plein air commence en 1908, pour laquelle le tableau Soleil du printemps de 1908 est considéré comme l'un des tableaux les plus innovants de 1908 en raison de ses couleurs extrêmement vives et de son style de peinture pointilliste. Un paysage de prairie vert-jaune inondé de lumière est représenté avec cinq saules, dont les longues ombres sont projetées par le soleil matinal bas sur le bord inférieur gauche de l'image. Ophey dissous les silhouettes d'arbres avec des coups de pinceau tamponnés et empâtés, qu'il placent les uns à côté des autres sur la toile apprêtée, en partie libre. Au soleil du printemps, les formes de surface décoratives se combinent avec une véhémence du style de peinture qui anticipe son travail expressionniste ultérieur.

Le point culminant de cette phase artistique vient lors de son premier voyage en Italie en 1910. Un an plus tôt, lors d'un séjour sur la côte belge, Ophey se plaint que ses « études sont tout en majuscules » car elles n'ont pas de lumière, « il faut être ici longtemps pour tout bien peindre. » La peinture à l'huile Positano in der Sonne, qu'Ophey considère comme l'une de ses œuvres les plus importantes - il ne l'a jamais vendue, mais est souvent exposée lors d'expositions personnelles rétrospectives à la galerie Flechtheim - montre la vue de la baie depuis laquelle est restée en grande partie inchangée à ce jour Positano avec vue sur le village de pêcheurs en terrasse et son église avec le dôme en céramique vert et jaune. Ophey construit « toute la couleur du tableau sur des tons blanc et ocre, marron, rouge-brun et jaune-vert éclaircis de blanc. »

Werke Opheys
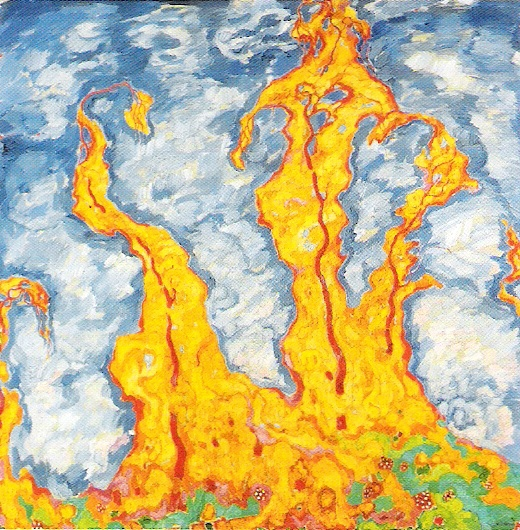
Walter Ophey : Fantaisie d'automne, 1912, huile sur toile, 160 × 160 cm
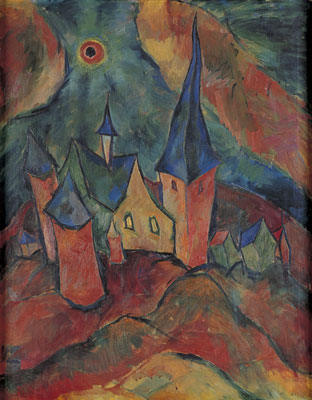
Walter Ophey : Église avec le soleil, Bigge, 1919-1920, huile sur toile, 70 × 50 cm
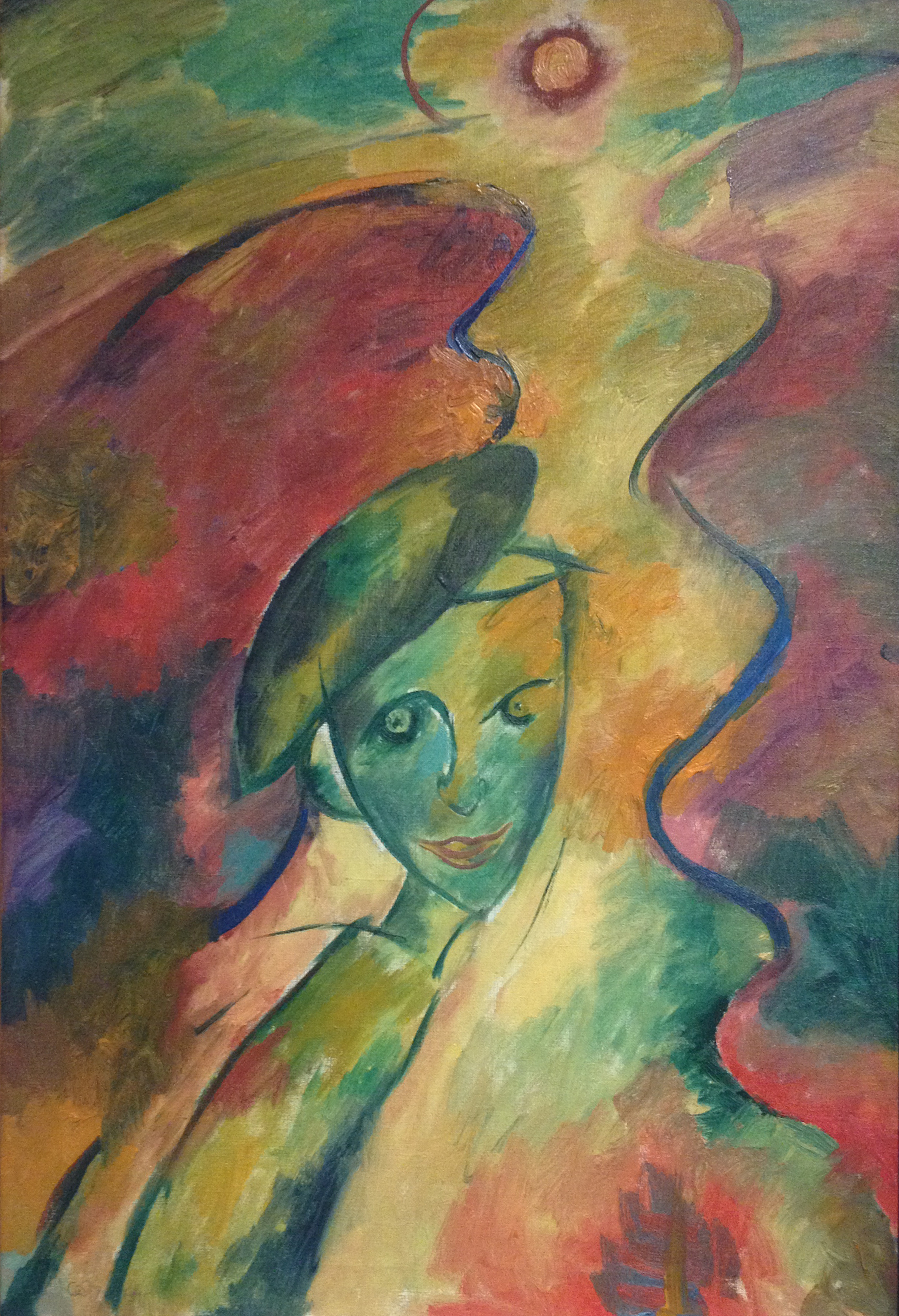
Walter Ophey : Bolchevik, vers 1920, huile sur toile, 67,5 × 47 cm
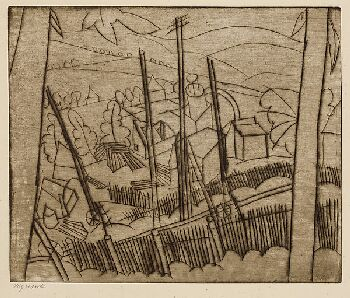
Walter Ophey : scierie, eau-forte, 1920-1923, 33,2 × 40,5 cm
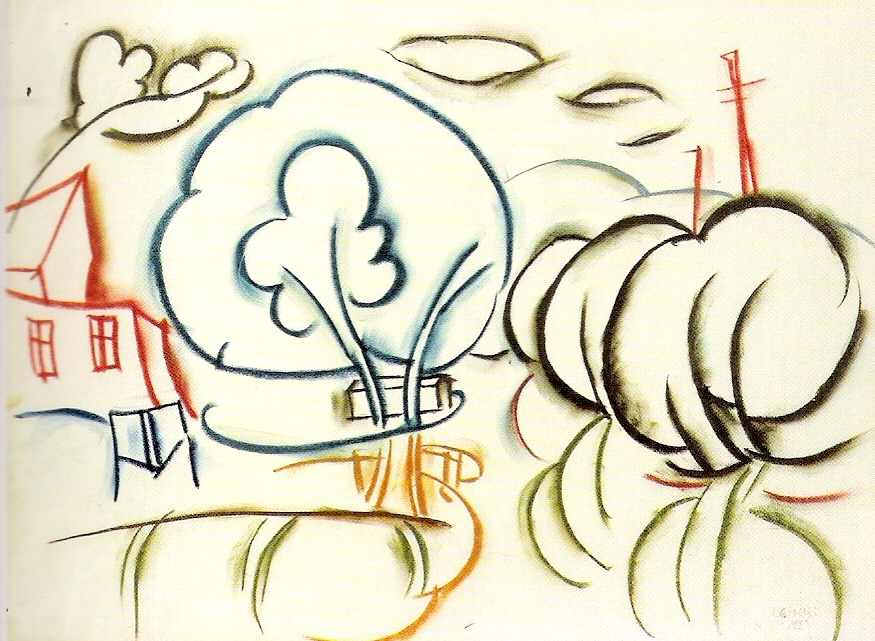
Walter Ophey : Maison et arbres, 1922, craie, 33 × 43,5 cm

## Expositions (sélection)
- 1905 : Exposition commerciale de l'association des arts pour la Rhénanie et la Westphalie, Düsseldorf, juin
- 1906 : Exposition d'art allemand, Flore, Cologne, mai à novembre.
- 1912 : Exposition internationale d'art du Sonderbund Westdeutscher Kunstfreunde und Künstler zu Cöln, salle d'exposition de la ville de Cologne, Am Aachener Tor, 25 au 30 mai. Septembre.
- 1919 : La Jeune Rhénanie, Salle d'art municipale, 22 juin au 20 juillet.
- 1928 : Art allemand, Kunstpalast Ehrenhof, mai à octobre.
- 1930 : Sécession rhénane. Exposition annuelle avec une exposition commémorative pour Walter Ophey, Städtische Kunsthalle Düsseldorf, mai et juin 1930.
- 2012 : À la recherche de la lumière - Le peintre Walter Ophey, Deutsche Bundesbank, siège de la Rhénanie du Nord-Westphalie, Düsseldorf.
- 2018–2020 : Walter Ophey - Show your colours, Kunstpalast Düsseldorf (2018–2019), Museum Kulturspeicher Würzburg (2019–2020)

## Œuvres (sélection)
- vers 1905 : Chez Brands Jupp, huile sur toile, 51 × 50 cm, Kunstmuseum Düsseldorf
- vers 1906 : Saules étêtés du Bas-Rhin, huile sur toile, 67,5 × 67,5 cm, propriété privée, Düsseldorf
- 1906-1907 : Niederkassel, huile sur carton marouflé sur toile, 38 × 42 cm, propriété privée
- 1908 : Soleil de printemps, huile sur toile, 68 × 67,5 cm, domaine d'Ophey
- 1910 : Côte près de Positano, huile sur toile, 70 × 65 cm, Kunstmuseum Düsseldorf
- 1910 : Jardin de Sorrente, huile sur toile, 70,0 × 65,5 cm, propriété privée, Düsseldorf
- 1912 : Pot de tulipes, huile sur toile, 50,5 × 40 cm, Galerie Paffrath, Düsseldorf
- vers 1913 : Buisson ardent, huile sur toile, 65,8 × 70,5 cm, propriété privée, Düsseldorf
- vers 1913 : Paysage de parc, huile sur toile, 70 × 70 cm, propriété privée
- vers 1914 : Jeune femme à la campagne, huile sur papier marouflé sur carton, 46,5 × 34,5 cm, propriété privée
- 1914 : Le Christ mourant, huile sur toile, exposé en 1914 Galerie Flechtheim Düsseldorf « Expressionnistes rhénans », Collection Hartwig Garnerus, Munich
- 1916 : Autoportrait en soldat hospitalier, huile sur toile, Collection Hartwig Garnerus, Munich